# Vooremaa järvede
Vooremaa järvede este o arie protejată (arie specială de conservare — SAC, sit de importanță comunitară — SCI) din Estonia întinsă pe o suprafață de 2.109,5 ha, integral pe uscat.

## Localizare
Centrul sitului Vooremaa järvede este situat la coordonatele 58°33′36″N 26°39′52″E / 58.5601°N 26.6645°E.

## Înființare
Situl Vooremaa järvede a fost declarat sit de importanță comunitară în aprilie 2004 pentru a proteja 6 specii de animale. Situl a fost protejat și ca arie specială de conservare în noiembrie 2006.

## Biodiversitate
Situată în ecoregiunea boreală, aria protejată conține 5 habitate naturale: Ape stătătoare oligotrofe până la mezotrofe, cu vegetație de Littorelletea uniflorae și/sau de Isoëto-Nanojuncetea, Ape puternic oligomezotrofe cu vegetație bentonică cu Chara spp., Lacuri eutrofice naturale cu vegetație de tip Magnopotamion sau Hydrocharition, Liziere de ierburi înalte hidrofile de câmpie și de nivel montan până la alpin, Păduri caducifoliate de mlaștină fino-scandinave.
La baza desemnării sitului se află mai multe specii protejate:
- mamifere (2): vidră de râu (Lutra lutra), liliac de iaz (Myotis dasycneme)
- nevertebrate (2): Dytiscus latissimus, Graphoderus bilineatus
- pești (2): zvârluga (Cobitis taenia), țipar (Misgurnus fossilis)

Pe lângă speciile protejate, pe teritoriul sitului au mai fost identificate 1 specie de mamifere.